# Ixodes schillingsi

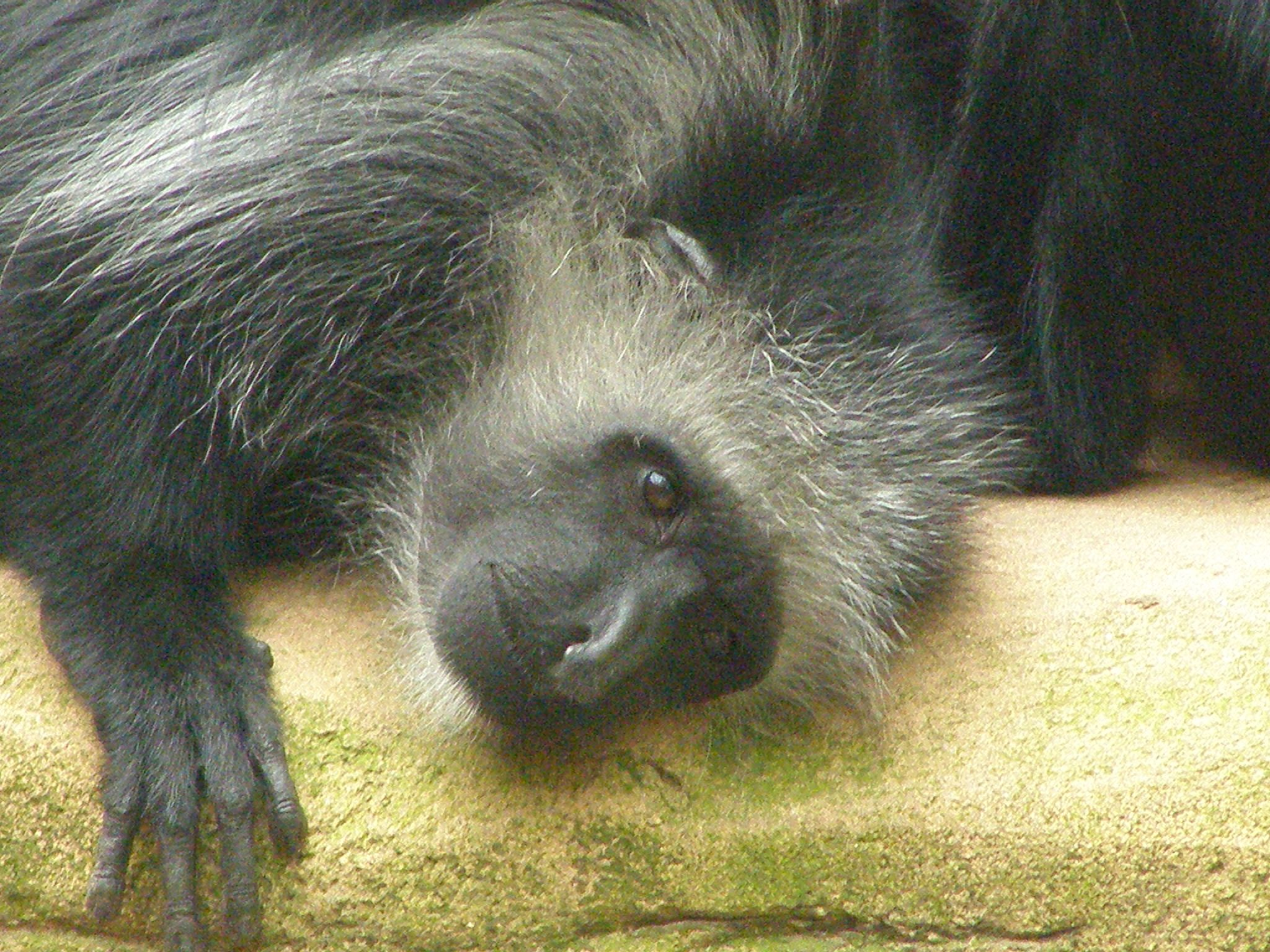
Основной вид-хозяин: королевский колобус, на котором паразитируют клещи Ixodes schillingsi.

Ixodes schillingsi  (лат.) — вид кровососущих клещей рода Ixodes из семейства Ixodidae. Африка.

## Описание
Паразитируют на млекопитающих из отряда приматы, среди специфических хозяев известен королевский колобус (Colobus polykomos), уязвимый вид, внесённый в Международную Красную книгу МСОП. Также найден на галаго и косматом хомяке. Вид был впервые описан в 1901 году французским зоологом Луи Жоржем Неманном (Louis Georges Neumann, 1846—1930).

## Распространение
Афротропика: в том числе, Восточная Африка (Кения, Судан, Танзания), Южная Африка (Мозамбик), остров Занзибар.